# Olga Ouroussoff
La principessa Olga Ouroussoff in russo  Ольга Урусова? (... – 1909) è stata un soprano russo.

## Biografia
Nei suoi viaggi incontrò a Parigi Oscar Wilde e André Gide Nel luglio del 1898 sposò Henry Wood.  Abile soprano che interpretava spesso ruoli di opere russe, sotto la direzione del marito, spirò nel 1909.